# کازمیک گرلز
کازمیک گرلز (انگلیسی: Cosmic Girls) همچنین با نام WJSN (کره‌ای: 우주소녀; لاتین‌نویسی اصلاح‌شده: Uju Sonyeo; چینی ساده: 宇宙少女) نیز شناخته می‌شود، گروه دخترانهٔ کره‌ای-چینی شکل گرفته زیر نظر استارشیپ انترتینمنت و یه‌هوا انترتینمنت است و در ۲۵ فوریه ۲۰۱۶ با انتشار آلبوم چندآهنگهٔ دوست داری؟ و دوازده عضو، سولا، شوان‌یی، بونا، اکسی، سوبین، لودا، داوون، اون‌سو، چنگ شیائو، منگ میچی، یوروم و دایونگ فعالیت خود را آغاز کرد. در ژوئیه ۲۰۱۶، سیزدهمین عضو گروه، یون‌جونگ، به کازمیک گرلز ملحق شد. یه‌هوا در مارس ۲۰۲۳ اعلام کرد که شوان‌یی، چنگ شیائو و میچی گروه را ترک کرده‌اند.